# 281
281 је била проста година.

## Догађаји
- Цезар Аурелије Проб  и Гај Јуније Тиберијан - конзули Царства.
- Проб је победио Прокула, цара Галије. Проб је ушао у Рим и приредио грандиозне спектакле за народ. Опште превазилажење политичке кризе. Царство је поново уједињено.

## Рођења
- Аквилина Старија - хришћанска мученица и светитељка из 3. века.
- Теодор Стратилат - хришћански светац.

## Смрти
- Википедија:Непознат датум — Свети мученик Леонид са мученицама Хариесом, Никијом, Галином, Калидом, Нунехијом, Василисом.

- Бонос (узурпатор) - римски цар-узурпатор.
- Прокул - римски цар који је узурпирао власт 280. године.